# Erki Pehk

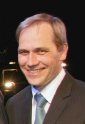
Erki Pehk

Erki Pehk (* 23. März 1968 in Võru, Estnische SSR) ist ein estnischer Dirigent.

## Leben und Musik
Erki Pehk besuchte von 1982 bis 1986 das renommierte Musikgymnasium (estnisch Tallinna Muusikakeskkool) der estnischen Hauptstadt mit Schwerpunkt Klavier und Dirigieren.
Er studierte von 1986 bis 1993 das Fach Chorleitung bei Ants Üleoja an der Estnischen Musikakademie (Eesti Muusikaakadeemia) in Tallinn. Gleichzeitig studierte er Orchesterleitung bei Peeter Lilje sowie anschließend von 1992 bis 1994 bei Paul Mägi an der Lettischen Musikakademie in Riga.
Seit 1994 ist Erki Pehk Dirigent an der Nationaloper Estonia in Tallinn.
Seit 2001 ist Erki Pehk Künstlerischer Leiter des renommierten Klaudia Taev Internationalen Wettbewerbs für Junge Sänger in Pärnu, Estland, und 2005 wurde er zur gleichen Position am Internationalen Opernfestival Pärnu (genannt „Promfest“) ernannt. In diesen beiden Positionen hat er für internationales Aufsehen gesorgt. Für diese Verdienste und insbesondere für die Produktion von Massenets „Thais“ wurde Erki Pehk 2010 der estnische Staatspreis für Kultur verliehen.
Als Gastdirigent ist Erki Pehk an mehreren Theatern und mit mehreren Orchestern in und außerhalb von Estland aufgetreten. Er ist seit 2002 ständiger Gastdirigent am Staatstheater für Oper und Ballet Minsk in Belarus; mit dem Nederlands Operastudio debütierte er im November 2010 im Amsterdamer Concertgebouw; im Januar/Februar 2011 leitete er eine große Tournee von „Die Fledermaus“ durch viele Städte in Belgien und Holland. 2010 wurde er zum ersten Gastdirigenten des staatlichen Radiosymphonieorchesters Belarus ernannt.
Erki Pehk musizierte zusammen mit namhaften Solisten so wie dem Trompeter Markus Stockhausen, der russischen Violinisten Tatjana Grindenko, dem Countertenor Max Emanuel Cencic, der Flötistin Camilla Hoitenga und vielen anderen. 2000 gründete er in Tallinn das Orchester des 21. Jahrhunderts; als Musikalischer Leiter dieses Ensembles widmet er sich vornehmlich zeitgenössischer Musik, aber pflegt auch das klassische Repertoire estnischer und anderer Komponisten.